# 渥実れい子
渥実 れい子（あつみ れいこ、1950年6月30日 - ）は、東京都出身の女優、シャンソン歌手。かつて劇団青年座に所属していた。

## 出演

### テレビドラマ
- 松本清張シリーズ・天才画の女（1980年、NHK） - 看護婦
- 麗しき鬼（2007年、東海テレビ）
- 愉快な結婚仕掛人
- 喜劇・ああ未亡人
- 浅草ふくまる旅館（2007年、TBS）

### テレビアニメ
- 野生のさけび(1982年)

### 舞台
- 明日